# Casa di Ciullo d'Alcamo
La casa di Ciullo d'Alcamo è un'abitazione civile che si trova nel centro storico di Alcamo, nella provincia di Trapani.

## Storia
La tradizione popolare attribuisce la proprietà di questa casa al poeta Ciullo d'Alcamo; non è facile capire da dove sia scaturita questa diceria. In realtà, di questa casa, che non ha niente da vedere con Ciullo d'Alcamo, si parla per la prima volta nel 1854 in un elenco di beni storici appartenenti al Comune di Alcamo, che risulta perduto. 
Essa non presenta alcuna caratteristica architettonica del XIII secolo, periodo in cui visse il poeta che, molto più probabilmente, nacque nella vecchia città che esisteva sul monte Bonifato col nome di Longarico, anziché nell'odierna città di Alcamo.
Nel 1892 lo storico alcamese Francesco Maria Mirabella affermava che il portale era da ritenersi della fine del XVI secolo, e quindi posteriore all'età del poeta.
Oggi appartiene alla famiglia Lombardo che ha restaurato la parte interna, lasciando inalterati sia il portale che la finestra.

## Descrizione

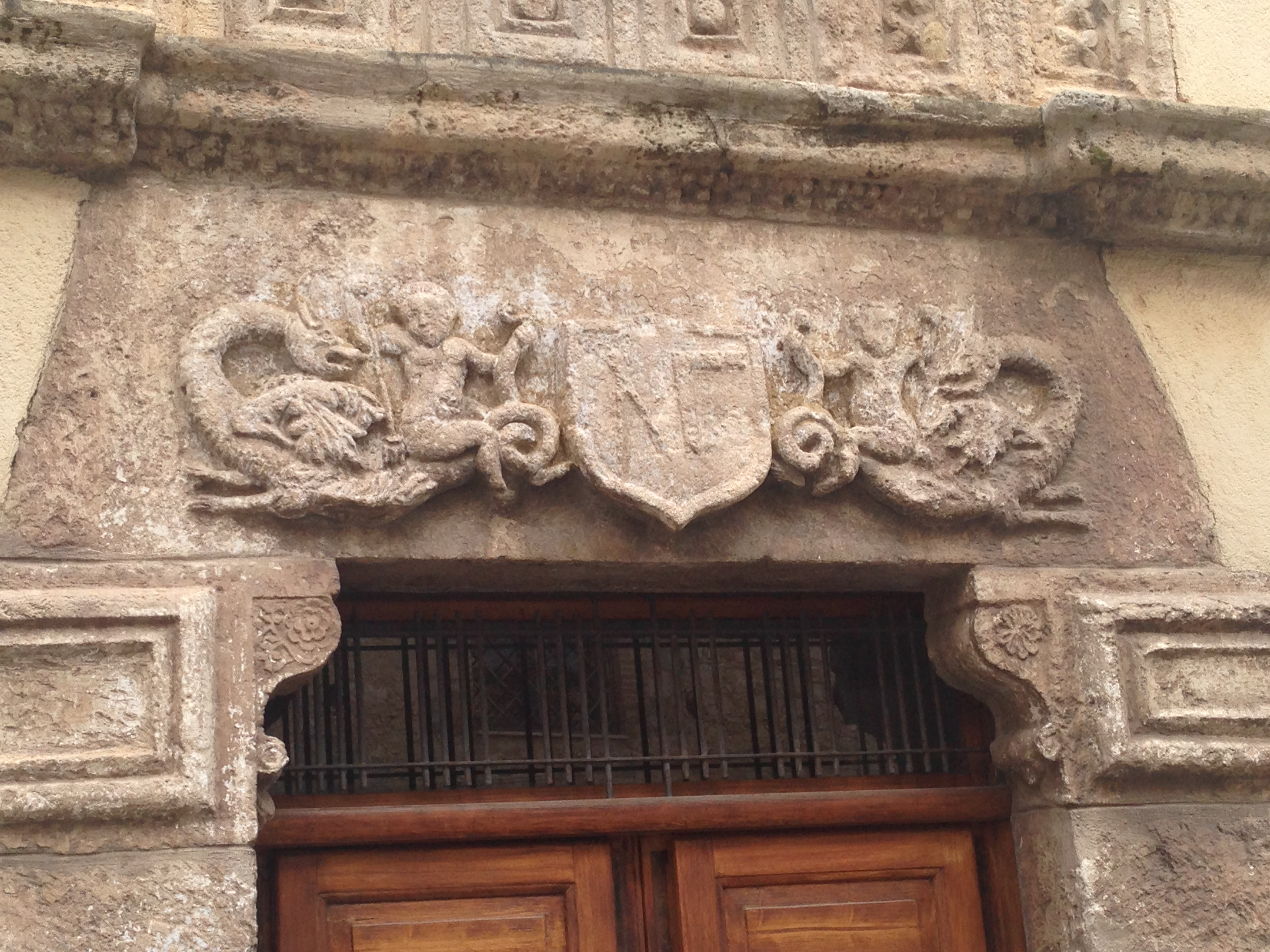
Dettaglio del portale

Elementi distintivi della facciata sono il portale d'ingresso e la finestra ad arco circolare, sopra di esso: sono entrambi realizzati in calcarenite travertinoide.
Sopra il portale si trova una decorazione ad altorilievo, con al centro uno scudo con compasso e una squadra,  fra due grandi draghi cavalcati da due angioletti con un tridente in mano.